# Gab Smulders

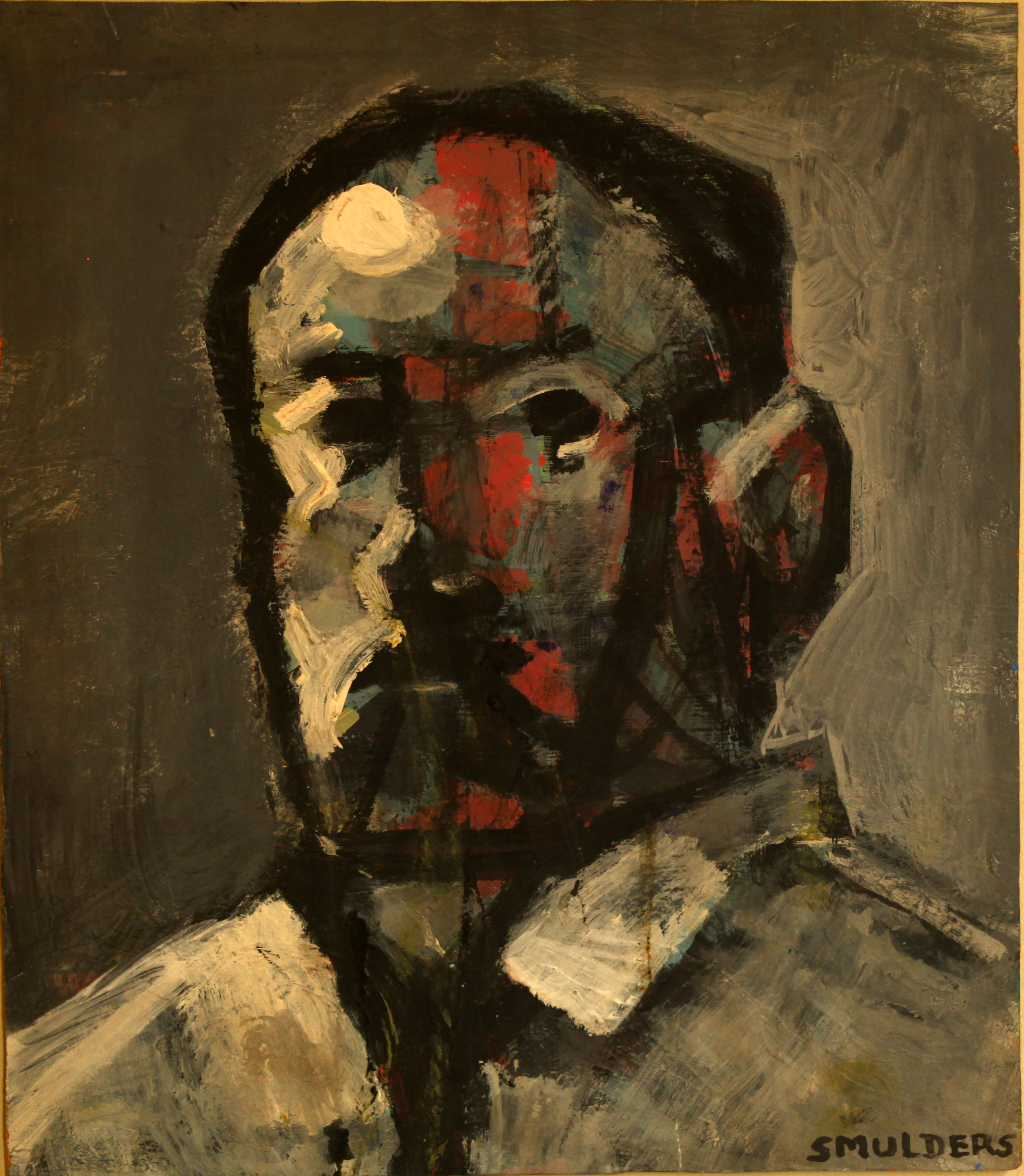
Zelfportret van G.Smulders

Gabriël (Gab) Romualdus Maria Smulders (Utrecht, 7 februari 1931) - (Nijmegen, 16 april 2014) was een Nederlandse kunstenaar.

## Leven
Gab Smulders werd in 1931 in Utrecht geboren in een familie van industriëlen. Zijn vaders kant bestierde de Machinefabriek Frans Smulders in Utrecht, van moederskant werden plantages op Java gehouden. Tijdens de Tweede Wereldoorlog verhuisde Smulders van Utrecht naar Nijmegen. Na een door de oorlog verstoorde middelbareschooltijd begon hij aanvankelijk een studie graveur en edelsmid in Schoonhoven. Aan de RK Leergangen in Tilburg haalde hij de aktes tekenen MO en LO. Korte tijd later werd hij toegelaten tot de Kunstacademie in Arnhem, waar hij afstudeerde in de richting Monumentaal. Gab Smulders woonde in Nijmegen.

## Oeuvre

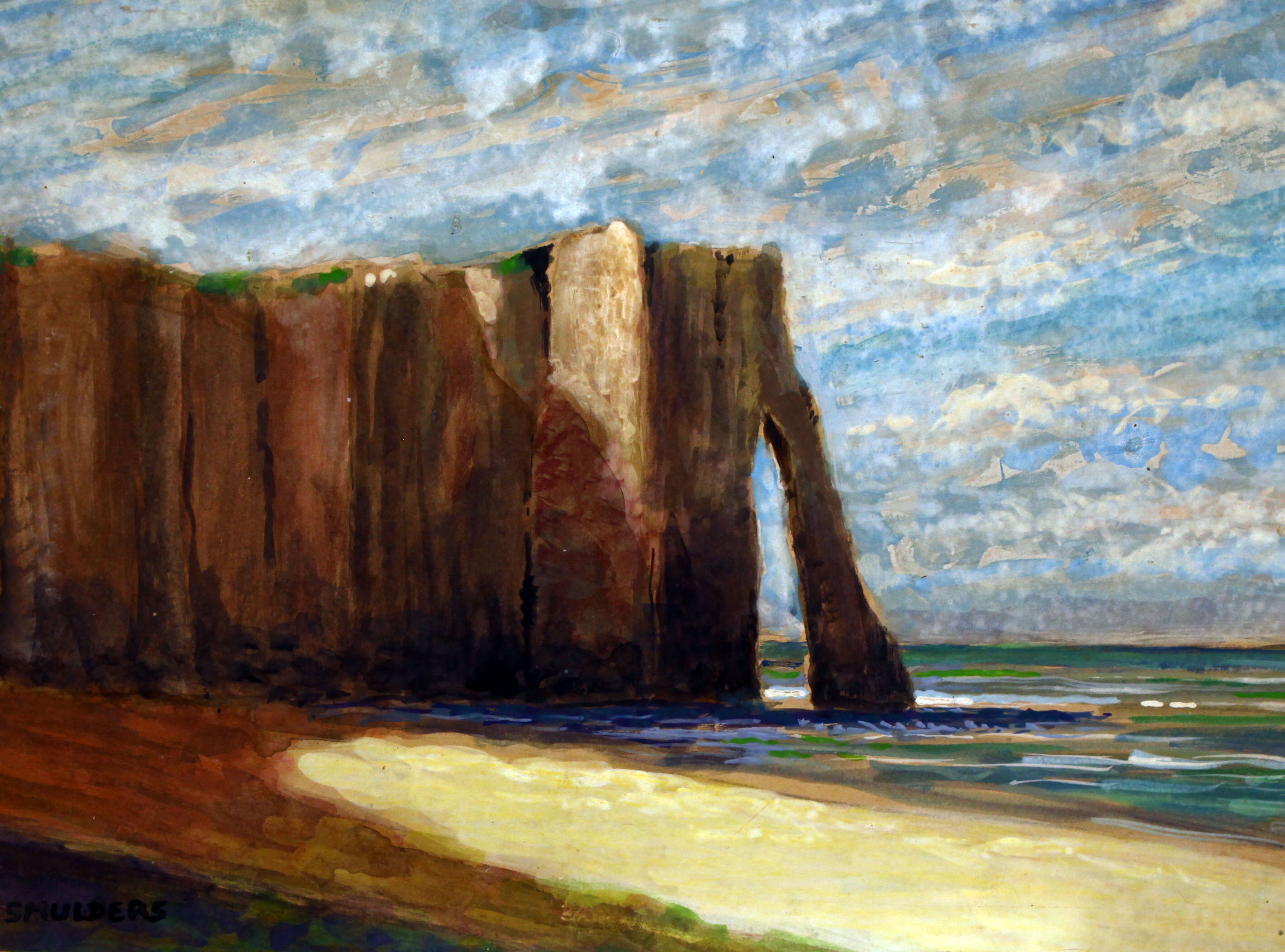
Kalkrotsen bij Étretat door G.Smulders

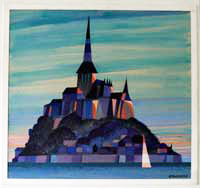
Mont Saint Michel door G.Smulders

Vroeg in zijn carrière maakte Gab Smulders werken in glas in lood, maar zijn oeuvre omvat ook werken in keramiek, aquarellen, olieverfschilderijen, diorama's en maquettes. Smulders beheerste een groot aantal vormen en technieken en het is dan ook lastig één soort werken als typisch aan te duiden. Zoals drs. Roos, de directeur van Kasteel Hoensbroek, waar in 1982 een overzichtstentoonstelling van Smulders' werk plaatsvond, het stelde: "...Wie voor het eerst wordt geconfronteerd met het werk van Gab Smulders kan zich nauwelijks voorstellen dat zo'n enorme veelzijdigheid afkomstig kan zijn van één en dezelfde persoon..." Toch zijn zijn werken wel herkenbaar als zijnde van zijn hand.
Een aantal thema’s en onderwerpen komt vaker terug in zijn werk. Historische onderwerpen, vooral uit de Tweede Wereldoorlog, hebben duidelijk zijn belangstelling. Vrouwelijke naakten, meest vanaf de rug gezien, zijn een veelvoorkomend thema in zijn werk. In olieverf of pen zijn een aantal landschappen bekend, vaak plekken in Normandië afbeeldend, zoals de Mont St.-Michel. Hij portretteert meest vrouwen met sprekende ogen. Smulders ontwierp verschillende priestergewaden voor de firma Stadelmaier. Voor het Nationale Ballet en het Hoger Onderwijs Fonds in Utrecht maakte hij wandkleden. Werken werden afwisselend gesigneerd met G.Smulders, Gab Smulders of alleen Smulders.

### Monumentaal werk
De wellicht vroegste wandschildering van Smulders' hand werd ca. 1955 gemaakt op vliegbasis Soesterberg.
Voor de Sint Willibrorduskerk in Helenaveen (NB) maakte hij kruiswegstaties en de apsisschildering. Voor het Don Boscohuis in Nijmegen en de Katholieke Universiteit Nijmegen maakte hij wandschilderingen. Verder zijn wandschilderingen te zien in zwembad de Meerpaal in Venray. Verder zijn in Venray glasschilderingen van zijn hand te vinden in sportgebouw Servatius. In Heesch is op de begraafplaats een wandreliëf van Smulders te vinden. Voor het verpleeghuis in Ewijk werd een hal-plastiek gemaakt.

### Illustrator
Gab Smulders is ten minste tot 1965 als vormgever en illustrator verbonden geweest aan het KUNieuws, het universiteitsblad van de Katholieke Universiteit Nijmegen. Verder heeft hij illustraties geleverd voor studentenblad Propria Cures en was hij de vaste illustrator voor periodiek De Koepel.

## Bevriende kunstenaars
Gabriel Smulders onderhield contacten met vrienden uit diverse sectoren in de culturele sector, zoals met graficus Ed Noyons, literator Wam de Moor en kunstenaar Klaas Gubbels. Door deze laatste werd hij ook geportretteerd. Daarnaast zijn ook tekenaars Peter Vos en Jan Kothuis te noemen. Rien Poortvliet en hij kenden elkaar uit hun Arnhemse academietijd. Gab Smulders en Klaas Gubbels waren lid van vereniging Gemeenschap Beeldende Kunstenaars (GBK).

## Musea
Werken van Gab Smulders zijn te vinden in diverse museale- en bedrijfscollecties in binnen- en buitenland. In het Imperial War Museum in Duxford, Verenigd Koninkrijk, hangt een olieverfschilderij van een Lancaster bommenwerper. In de collectie van de Nederlandse Spoorwegen zijn drie bronzen van zijn hand opgenomen. het Bijbels Museum Amsterdam toont maquettes van de Mozes en Aäronkerk en van de Portugese Synagoge. Voor het Bevrijdingsmuseum in Groesbeek maakte hij een aantal diorama’s en een bronzen beeld van een parachutist. Verder zijn er werken van Gab Smulders te vinden in het Airborne Museum in Oosterbeek en in het Oorlogsmuseum Overloon in Overloon. Museum De Casteelse Poort in Wageningen toont een diorama van een Jappenkamp.

## Exposities
- Kunsthandel "de jacobitoren" Utrecht 1962.[13]
- Botanisch Laboratorium Nijmegen 1965[14]
- Besiendershuis in Nijmegen 1972[15]
- Oude Kerk in Middelbeers 1981[16]
- Grote overzichtstentoonstelling in Kasteel Hoensbroek 1982
- Schouwburg te Venray in 1983[17]
- Kunsthandel Ina Broerse in Laren 1983[18]
- Oude Kerk in Middelbeers 1983[19]
- Kasteel Nemerlaer in Haaren 1984[20]
- Stadhuis Nijmegen 1984[21]
- Bijbels Museum in Amsterdam 1986[22]
- Museum Mooi Nederland in Ubbergen 1994[23]
- Bijbels Museum in Amsterdam 1995[24]
- Museum Klooster Ter Apel[25]
- Hotel Val-Monte in Berg en Dal[26]
- Galerie Stichting Jacques van Mourik te Mook 2010[27]
- Ateliermuseum Jacques Maris te Heumen 2019.[28]